# Cephalipterum drummondii
A Cephalipterum az őszirózsafélék családjába tartozó nemzetség. Egyetlen faja a C. drummondii Nyugat-Ausztráliában endemikus faj. Kb. fél méter magasra növő egyéves növény.
A faj (nemzetség) közeli rokonságban áll a Rhodanthe nemzetséggel.
A fajnév James Drummond (1885?1886-1963) után lett elnevezve, aki az első állami botanikus volt Ny-Ausztráliában.